# Nieuwe Gids-prijs
De Nieuwe Gids-prijs is een voormalige Nederlandse literatuurprijs die in 1910 ingesteld werd. Er konden twee prijzen worden toegekend: een voor poëzie en een voor proza.
De prijs werd ingesteld ter gelegenheid van het vijfentwintigjarig bestaan van De Nieuwe Gids in oktober 1910. In elk geval in november 1940 is de prijs nog toegekend na een prijsvraag voor een oorspronkelijke novelle met literaire kwaliteiten.
De literatuurhistoricus Harry G.M. Prick heeft in 1987 een monografie over de prijs gepubliceerd in het tijdschrift Juffrouw Ida.

## Enkele toekenningen
- 1911: W.L. Penning (poëzie)
- 1911: Stijn Streuvels (proza)
- 1914: P.C. Boutens (poëzie)
- 1914: Louis Couperus (proza) voor Antiek toerisme. Roman uit Oud-Egypte
- 1940: Jan Hell voor de novelle Zonnewende; de jury liet met spijt weten dat De lachende actrice van IJs Vissel te lang was en daarom niet in aanmerking kwam.[1]